# 文明之旅
《文明之旅》（英語：Journey of Civilization）是中国中央电视台中文国际频道的一档人文类访谈节目。2010年12月1日开播，每周推出一期，为45分钟；分别按亚洲、美洲、欧洲的黄金时段编排面向全球观众，每期共播出9次。

## 频道宗旨
传承中华文明，服务全球华人

## 节目
| 播出时间       | 每期节目名         | 访谈嘉宾                               | 备注 |
| -------------- | ------------------ | -------------------------------------- | ---- |
| 2012年6月4日   | 礼仪之邦说礼之婚礼 | 彭林（清华大学历史系教授）             |      |
| 2012年6月11日  | 舌尖上的文化       | 胡小伟（中国社科院文学所研究员）       |      |
| 2012年6月18日  | 端午节的记忆       | 于丹（北京师范大学教授）               |      |
| 2012年6月25日  | 喝茶之道           | 楼宇烈（北京大学哲学系教授）           |      |
| 2012年7月2日   | 您不知道的老舍     | 舒乙（文化学者）                       |      |
| 2012年7月9日   | 神奇的北纬30度     | 单之蔷（《中国国家地理》杂志执行总编） |      |
| ......         |                    |                                        |      |
| 2013年8月19日  | 妙品花木兰         | 王立群（河南大学文学院教授）           |      |
| 2013年8月26日  | 红楼女性谁最美     | 曹立波（中央民族大学古典文学教授）     |      |
| 2013年9月2日   | 《满江红》里品岳飞 | 蒙曼（中央民族大学历史系副教授）       |      |
| 2013年9月9日   | 解密《富春山居图》 | 余辉                                   |      |
| 2013年9月16日  | 古往今来话中秋     | 刘魁立                                 |      |
| 2013年9月23日  | 文化无界 传之有道  | 楼宇烈、吕必松、樊正伦                 |      |
| 2013年9月30日  | 食亦有道           | 赵珩                                   |      |
| 2013年10月7日  | 趣谈百家姓         | 袁义达                                 |      |
| 2013年10月14日 | 秋季话养生         | 樊正伦                                 |      |
| 2013年10月21日 | 书法中的人生       | 王岳川                                 |      |
| 2013年10月28日 | 一代才女上官婉儿   | 蒙曼                                   |      |
| 2013年11月4日  | “点穴”的奥秘       | 程凯                                   |      |